# Суперсимметрия
Суперсимме́трия, или симме́трия Фе́рми — Бо́зе, — гипотетическая симметрия, связывающая бозоны и фермионы в природе. Абстрактное преобразование суперсимметрии связывает бозонное и фермионное квантовые поля, так что они могут превращаться друг в друга. Образно можно сказать, что преобразование суперсимметрии может переводить вещество во взаимодействие (или в излучение), и наоборот.
Суперсимметрия предполагает удвоение (как минимум) числа известных элементарных частиц за счёт наличия суперпартнёров. Для фотона — фотино, кварка — скварк, хиггса — хиггсино, W-бозон — ви́но, глюон — глюино и так далее. Суперпартнёры должны иметь значение спина, на полуцелое число отличающееся от значения спина у исходной частицы.
Несмотря на продолжительные поиски, суперсимметричные частицы так и не были найдены.

## История
Впервые суперсимметрию предложили в 1973 году австрийский физик Юлиус Весс и итальянский физик Бруно Зумино для описания ядерных частиц. Математический аппарат теории был открыт ещё раньше, в 1971—1972 годах, советскими физиками Юрием Гольфандом и Евгением Лихтманом из ФИАН, а также Дмитрием Волковым и Владимиром Акуловым из ХФТИ. Суперсимметрия впервые возникла в контексте версии теории струн, которую предложили Пьер Рамон, Джон Шварц и Андре Невё, однако алгебра суперсимметрии позднее стала успешно использоваться и в других областях физики.

## Суперсимметричное расширение Стандартной модели
Основная физическая модель современной физики высоких энергий — Стандартная модель — не является суперсимметричной, но может быть расширена до суперсимметричной теории. Минимальное суперсимметричное расширение Стандартной модели называется «минимальная суперсимметричная Стандартная модель» (MSSM). В MSSM необходимо добавить дополнительные поля так, чтобы построить суперсимметричный мультиплет с каждым полем Стандартной модели. Для материальных фермионных полей — кварков и лептонов — нужно ввести скалярные поля — скварки и слептоны, по два поля на каждое поле Стандартной модели. Для векторных бозонных полей — глюонов, фотонов, W- и Z-бозонов — вводятся фермионные поля глюино, фотино, зино и ви́но, также по два на каждую степень свободы Стандартной модели. Для нарушения электрослабой симметрии в MSSM нужно ввести 2 хиггсовских дуплета (в обычной Стандартной модели вводится один хиггсовский дуплет), то есть в MSSM возникает 5 хиггсовских степеней свободы — заряженный бозон Хиггса (2 степени свободы), лёгкий и тяжёлый скалярный бозон Хиггса и псевдоскалярный бозон Хиггса.
В любой реалистической суперсимметричной теории должен присутствовать сектор, нарушающий суперсимметрию. Наиболее естественным нарушением суперсимметрии является введение в модель так называемых мягких нарушающих членов. В настоящее время рассматриваются несколько вариантов нарушения суперсимметрии.
- SUGRA — нарушение суперсимметрии, основанное на взаимодействии с гравитацией;
- GMSB — нарушение за счёт взаимодействия с дополнительными калибровочными полями (с зарядами по группе Стандартной модели);
- AMSB — нарушение, также использующее взаимодействие с гравитацией, но с применением конформных аномалий.

Первый вариант MSSM предложили в 1981 году американские физики Говард Джорджи и Савас Димопулос.

## Достоинства идеи суперсимметрии
Теории, включающие суперсимметрию, дают возможность решить несколько проблем, присущих Стандартной модели:
- Решение проблемы иерархии[11]. Одно из её проявлений — величина радиационных поправок к массе бозона Хиггса. В рамках Стандартной модели поправки к массе скалярного поля имеют квадратичную форму и оказываются существенно больше, чем масса поля, входящая в лагранжиан. Для сокращения таких поправок к массе Хиггса параметры Стандартной модели должны иметь очень точно определённые значения. В рамках MSSM поправки, как к фермионным массам, так и скалярным, имеют логарифмическую форму, и их сокращение происходит более естественно, но требует точной суперсимметрии. Кроме того, данное решение проблемы иерархии предполагает, что массы суперпартнёров не могут быть больше, чем несколько сотен ГэВ. Этот аргумент позволяет ожидать открытие суперсимметрии на коллайдере LHC.
- Унификация калибровочных бегущих констант. Известно, что в калибровочных теориях возникает явление бегущей константы связи, то есть значение константы взаимодействия изменяется в зависимости от того, на каком энергетическом масштабе наблюдается взаимодействие. Стандартная модель базируется на трёх различных калибровочных группах. Значения констант этих групп различны на малых энергиях, и с увеличением энергии они меняются. На энергетическом уровне порядка 100 ГэВ две константы становятся одинаковыми (явление электрослабого объединения). На энергетическом уровне 1016 ГэВ все три константы сходятся примерно к одному значению, но в Стандартной модели они не могут стать равными друг другу. То есть, строго говоря, в рамках Стандартной модели «великое объединение» (электрослабого и сильного взаимодействия) невозможно. Поправки за счёт новых полей МССМ меняют вид энергетической эволюции констант, так что они могут сойтись в одну точку.
- Тёмная материя[12][13]. За последние годы в астрофизике наблюдаются явления, указывающие на существование тёмной материи. В MSSM естественно возникает кандидат на объяснение этого феномена — нейтралино, нейтральная стабильная частица.

## Проблемы идеи суперсимметрии
- Удвоение числа полей.
- Проблема μ-члена.
- Ароматовая универсальность мягких членов и A-масс.
- Малость фаз CP-нарушения.

## Применение математического аппарата суперсимметрии
Независимо от существования суперсимметрии в природе, математический аппарат суперсимметричных теорий оказывается полезным в самых различных областях физики. В частности, суперсимметричная квантовая механика позволяет находить точные решения весьма нетривиальных уравнений Шрёдингера. Суперсимметрия оказывается полезной в некоторых задачах статистической физики (например, суперсимметричная сигма-модель).

### Суперсимметричная квантовая механика
Суперсимметричная квантовая механика отличается от квантовой механики тем, что включает супералгебру SUSY, в противоположность квантовой теории поля. Суперсимметричная квантовая механика часто становится актуальной при изучении динамики суперсимметричных солитонов, и из-за упрощенного характера полей, которые зависят от времени (а не пространства-времени), в этом подходе достигнут большой прогресс, и эта теория теперь изучается самостоятельно.
Квантовая механика SUSY рассматривает пары гамильтонианов, которые находятся в определённом математическом отношении, которые называются гамильтонианами-партнерами. А соответствующие члены потенциальной энергии, входящие в гамильтонианы, тогда известны как потенциалы-партнеры. Основная теорема показывает, что для каждого собственного состояния одного гамильтониана, его гамильтониан-партнер имеет соответствующее собственное состояние с той же энергией. Этот факт можно использовать для вывода многих свойств спектра собственных значений. Это аналогично новому описанию SUSY, которое относилось к бозонам и фермионам. Можно представить «бозонный гамильтониан», собственными состояниями которого являются различные бозоны нашей теории. А SUSY-партнер этого гамильтониана будет «фермионным», а его собственными состояниями будут фермионы теории. У каждого бозона будет фермионный партнер с равной энергией.

### Суперсимметрия в физике конденсированного состояния
Концепции SUSY оказалась полезной для некоторых применений квазиклассических приближений. Кроме того, SUSY применяется к системам с усредненным беспорядком, как квантовым, так и неквантовым (посредством статистической механики), уравнение Фоккера — Планка — это пример неквантовой теории. «Суперсимметрия» во всех этих системах возникает из-за того, что моделируется одна частица, и поэтому «статистика» не имеет значения. Использование метода суперсимметрии обеспечивает математически строгую альтернативу методу реплик, но только в невзаимодействующих системах, который пытается решить так называемую «проблему знаменателя» при усреднении по беспорядку. Подробнее о приложениях суперсимметрии в физике конденсированного состояния см. Ефетов (1997).

## Экспериментальная проверка
В 2011 году на Большом адронном коллайдере (БАК) была проведена серия экспериментов, в ходе которых проверялись фундаментальные выводы теории Суперсимметрии, а также верность описания ею физического мира. Как заявила 27 августа 2011 года профессор Ливерпульского университета Тара Ширс, эксперименты не подтвердили основные положения теории. При этом Тара Ширс уточнила, что не нашла подтверждений упрощённой версии теории суперсимметрии, однако полученные результаты не опровергают более сложный вариант теории.
К концу 2012 года на детекторе LHCb Большого адронного коллайдера была накоплена статистика по распаду странного B-мезона на два мюона. Предварительные результаты совпали с прогнозом Стандартной модели: (3,66 ± 0,23)⋅10-9, тогда как её суперсимметричное расширение прогнозирует более высокую вероятность распада. Весной 2015 года коллаборации LHCb и CMS объединили свои данные по распаду странного B-мезона на мюон-антимюонную пару и получили вероятность распада 2,8+0,7
−0,6⋅10-9 с уровнем статистической значимости 6,2 σ. Таким образом, вероятность этого крайне редкого события статистически достоверна и хорошо согласуется с предсказанием Стандартной модели..
Результаты проверки электрического дипольного момента электрона (2013) также не подтвердили варианты суперсимметричных теорий.
Тем не менее суперсимметричные теории могут быть подтверждены другими экспериментами, в частности, наблюдениями за распадом нейтрального B0-мезона..
После перезапуска весной 2015 года, БАК планирует начать работу на мощности 13 ТэВ и продолжит поиск отклонений от статистических предсказаний Стандартной модели..
Отсутствие экспериментальных данных, подтверждающих теорию суперсимметрии, привело к появлению критиков данной теории даже среди бывших энтузиастов суперсимметрии. Так, теоретик Михаил Шифман ещё в октябре 2012 опубликовал критическую статью. В статье он прямо написал, что теория суперсимметрии бесперспективна, что от неё надо отказаться ради новых идей и ради нового поколения физиков-теоретиков (чтобы они не стали потерянным поколением).